# Kontinental Hockey League 2013-2014
La stagione 2013-2014 è stata la 6ª edizione della Kontinental Hockey League. La stagione regolare prese il via il 4 settembre 2013 con la Kubok Lokomotiva. In seguito all'aumento del numero di squadre da 26 a 28 fu leggermente modificato il calendario portando il numero di incontri da 52 a 54. Il KHL All-Star Game ebbe luogo l'11 gennaio 2014 presso la Slovnaft Arena di Bratislava, casa dello Slovan Bratislava. L'evento fu seguito da un'interruzione di 27 giorni per permettere ai giocatori di prendere parte ai giochi olimpici invernali ospitati proprio in Russia a Soči dal 30 gennaio al 25 febbraio. L'ultimo giorno della stagione regolare fu il 3 marzo. I playoff presero il via a partire dal 6 marzo 2014. A conquistare il titolo fu per la prima volta il Metallurg Magnitogorsk, il quale trionfò in Gara 7 contro il Lev Praga.

## Squadre partecipanti
- Admiral
- Ak Bars Kazan’
- Amur Chabarovsk
- Atlant Mytišči
- Avangard Omsk
- Avtomobilist
- Barys Astana
- CSKA Mosca
- Dinamo Minsk
- Dinamo Mosca
- Dinamo Riga
- Donbas Donec'k
- Jugra C.-M.
- Lev Praga

- Lok. Jaroslavl’
- Magnitogorsk
- Medveščak
- Metallurg Novok.
- Neftechimik
- Salavat Julaev
- Severstal’
- Sibir’ Novosibirsk
- SKA Pietroburgo
- Slovan Bratislava
- Spartak Mosca
- Torpedo N. Novg.
- Traktor Čeljabinsk
- Vitjaz’ Podol’sk

## Pre-season

### Espansione
Nell'aprile del 2013 fu annunciata la creazione per a stagione 2013-14 di una nuova squadra con sede a Vladivostok, diventando la città più ad est con una squadra ammessa nella KHL. La squadra assunse la denominazione di Admiral Vladivostok, e il nome e il logo furono scelti dai tifosi. Per riempire il roster della squadra il 17 giugno fu organizzato appositamente un KHL Expansion Draft.
Oltre all'Admiral pochi giorni più tardi fu confermata l'iscrizione del KHL Medveščak di Zagabria, capitale della Croazia. Il Medveščak in precedenza militava nel campionato austriaco della EBEL.
Nel mese di giugno il Vitjaz' Čechov annunciò ufficialmente il suo trasferimento nella vicina Podol'sk per poter giocare in un palazzetto più grande.

### Junior Draft
Il KHL Junior Draft 2013 fu il quinto draft organizzato dalla Kontinental Hockey League, e si tenne il 25-26 maggio 2013 presso il Palac sportu Družba di Donec'k. Furono selezionato in totale 114 giocatori, e la prima scelta fu il difensore russo Dmitrij Osipov, selezionato dall'Amur Chabarovsk.

### Modifiche
Nel corso della stagione regolare ciascuna squadra disputa 54 partite: per due volte, in casa ed in trasferta, verranno affrontate tutte le altre formazioni della lega Questo si discosta dalle altre stagioni nelle quali erano disputati più spesso incontri fra squadre della stessa divisione. Le otto migliori formazioni di ciascuna Conference accedono ai playoff, disputati al meglio delle sette partite in tutti i turni.

## Stagione regolare

### Kubok Lokomotiva
La stagione regolare prese il via il 4 settembre 2013 con la quinta edizione della Kubok Lokomotiva fra i finalisti della scorsa stagione, la Dinamo Mosca e il Traktor Čeljabinsk, finalisti della Kubok Gagarina. Per il secondo anno consecutivo il titolo è andato alla Dinamo, capace di superare il Traktor per 5-1.
| Mosca 4 settembre 2013, ore 19:30 UTC+4 | Dinamo Mosca | 5 – 1 (0-1; 2-0; 3-0) referto | Traktor Čeljabinsk | Olimpijskij Kompleks Lužniki (6.984 spett.) |

### Classifiche
= Qualificata per i playoff,       = Vincitore della Conference,       = Vincitore della Kubok Kontinenta, ( ) = Posizione nella Conference

#### Western Conference
Divizion Bobrova
|    |                        | PG | V  | VOT | SOT | S  | GF  | GS  | PT  |
| -- | ---------------------- | -- | -- | --- | --- | -- | --- | --- | --- |
| 1. | SKA Pietroburgo (2)    | 54 | 30 | 5   | 5   | 14 | 175 | 115 | 105 |
| 2. | Lev Praga (3)          | 54 | 23 | 12  | 6   | 13 | 149 | 107 | 99  |
| 3. | Dinamo Riga (5)        | 54 | 22 | 11  | 5   | 16 | 141 | 122 | 93  |
| 4. | Medveščak (6)          | 54 | 24 | 4   | 12  | 14 | 138 | 126 | 92  |
| 5. | CSKA Mosca (7)         | 54 | 25 | 7   | 2   | 20 | 130 | 118 | 91  |
| 6. | Slovan Bratislava (11) | 54 | 15 | 9   | 4   | 20 | 120 | 160 | 67  |
| 7. | Dinamo Minsk (14)      | 54 | 13 | 4   | 6   | 31 | 102 | 161 | 53  |

Divizion Tarasova
|    |                       | PG | V  | VOT | SOT | S  | GF  | GS  | PT  |
| -- | --------------------- | -- | -- | --- | --- | -- | --- | --- | --- |
| 1. | Dinamo Mosca (1)      | 54 | 34 | 4   | 5   | 11 | 171 | 113 | 115 |
| 2. | Donbas Donec'k (4)    | 54 | 27 | 7   | 2   | 18 | 135 | 99  | 97  |
| 3. | Lok. Jaroslavl’ (8)   | 54 | 23 | 5   | 5   | 21 | 109 | 103 | 84  |
| 4. | Atlant Mytišči (9)    | 54 | 19 | 8   | 5   | 22 | 123 | 120 | 78  |
| 5. | Severstal’ (10)       | 54 | 20 | 5   | 7   | 22 | 128 | 135 | 77  |
| 6. | Spartak Mosca (12)    | 54 | 12 | 8   | 6   | 28 | 105 | 147 | 58  |
| 7. | Vitjaz’ Podol’sk (13) | 54 | 12 | 6   | 10  | 26 | 110 | 147 | 58  |

#### Eastern Conference
Divizion Charlamova
|    |                        | PG | V  | VOT | SOT | S  | GF  | GS  | PT  |
| -- | ---------------------- | -- | -- | --- | --- | -- | --- | --- | --- |
| 1. | Magnitogorsk (1)       | 54 | 30 | 5   | 8   | 11 | 166 | 113 | 108 |
| 2. | Ak Bars Kazan’ (3)     | 54 | 26 | 8   | 6   | 14 | 139 | 108 | 100 |
| 3. | Torpedo N. Novg. (5)   | 54 | 25 | 7   | 5   | 12 | 153 | 121 | 94  |
| 4. | Avtomobilist (7)       | 54 | 22 | 7   | 6   | 19 | 134 | 125 | 86  |
| 5. | Traktor Čeljabinsk (9) | 54 | 18 | 7   | 7   | 22 | 126 | 148 | 75  |
| 6. | Jugra C.-M. (11)       | 54 | 16 | 4   | 8   | 26 | 128 | 166 | 64  |
| 7. | Neftechimik (12)       | 54 | 15 | 4   | 4   | 31 | 127 | 152 | 57  |

Divizion Černyšëva
|    |                        | PG | V  | VOT | SOT | S  | GF  | GS  | PT |
| -- | ---------------------- | -- | -- | --- | --- | -- | --- | --- | -- |
| 1. | Barys Astana (2)       | 54 | 26 | 6   | 4   | 18 | 182 | 157 | 94 |
| 2. | Salavat Julaev (4)     | 54 | 25 | 6   | 7   | 15 | 155 | 140 | 94 |
| 3. | Sibir’ Novosibirsk (6) | 54 | 22 | 7   | 7   | 18 | 125 | 117 | 87 |
| 4. | Admiral (8)            | 54 | 21 | 5   | 5   | 23 | 135 | 129 | 78 |
| 5. | Avangard Omsk (10)     | 54 | 17 | 6   | 6   | 25 | 136 | 162 | 69 |
| 6. | Metallurg Novok. (13)  | 54 | 12 | 2   | 10  | 30 | 115 | 170 | 50 |
| 7. | Amur Chabarovsk (14)   | 54 | 8  | 5   | 11  | 30 | 106 | 182 | 45 |

### Statistiche

#### Classifica marcatori
La seguente lista elenca i migliori marcatori al termine della stagione regolare.

| Giocatore         | Squadra            | PG | G  | A  | Pt | +/- | MP |
| ----------------- | ------------------ | -- | -- | -- | -- | --- | -- |
| Sergej Mozjakin   | Magnitogorsk       | 54 | 34 | 39 | 73 | +43 | 8  |
| Jan Kovář         | Magnitogorsk       | 54 | 23 | 45 | 68 | +46 | 46 |
| Danis Zaripov     | Magnitogorsk       | 53 | 25 | 39 | 64 | +42 | 32 |
| Brandon Bochenski | Barys Astana       | 54 | 28 | 30 | 58 | +17 | 55 |
| Nigel Dawes       | Barys Astana       | 54 | 26 | 23 | 49 | +7  | 18 |
| Sakari Salminen   | Torpedo N. Novg.   | 54 | 18 | 29 | 47 | +8  | 16 |
| Fëdor Malychin    | Avtomobilist       | 54 | 22 | 22 | 44 | +14 | 26 |
| Kyle Wilson       | Dinamo Riga        | 49 | 17 | 27 | 44 | +9  | 26 |
| Jori Lehterä      | Sibir’ Novosibirsk | 48 | 12 | 32 | 44 | +14 | 22 |
| Marcel Hossa      | Dinamo Riga        | 50 | 22 | 19 | 41 | +9  | 22 |

#### Classifica portieri
La seguente lista elenca i migliori portieri al termine della stagione regolare.
| Giocatore         | Squadra            | PG | Min     | V  | S  | OTS | GS | SO | Sv%  | MGS  |
| ----------------- | ------------------ | -- | ------- | -- | -- | --- | -- | -- | ---- | ---- |
| Ėmil' Garipov     | Ak Bars Kazan’     | 20 | 1219:36 | 13 | 5  | 2   | 29 | 3  | .952 | 1.43 |
| Vitalij Kolesnik  | Lok. Jaroslavl’    | 19 | 955:45  | 7  | 4  | 5   | 24 | 3  | .946 | 1.51 |
| Georgij Gelašvili | Torpedo N. Novg.   | 20 | 1783:44 | 12 | 6  | 1   | 31 | 5  | .939 | 1.60 |
| Petri Vehanen     | Lev Praga          | 41 | 2495:22 | 20 | 13 | 8   | 69 | 4  | .932 | 1.66 |
| Mikko Koskinen    | Sibir’ Novosibirsk | 41 | 2361:35 | 20 | 11 | 8   | 67 | 3  | .939 | 1.70 |

## Kubok Nadeždy
Le dodici squadre eliminate dalla lotta per la conquista della Gagarin Cup prendono parte alla Kubok Nadeždy. La nona e la decima di ciascuna Conference sono automaticamente qualificate ai quarti di finale, mentre le altre prendono parte al primo turno. Il primo turno consiste di due sfide, mentre le altre fasi sono al meglio delle quattro. Nel caso di una serie al primo turno sull'1-1 al termine di Gara-2 vengono disputati 5 minuti di overtime seguiti da eventuali rigori. Nel caso invece di una serie sul 2-2 nei turni successivi la sfida proseguirà con 20 minuti di overtime ed eventuali rigori. A causa di problemi finanziari lo Spartak Mosca fu escluso dalla competizione.
|  | Primo turno       | Primo turno       | Primo turno |  |  | Quarti di finale   | Quarti di finale   | Quarti di finale   |   |               | Semifinali    | Semifinali   | Semifinali |  |  | Finale | Finale | Finale |
|  |                   |                   |             |  |  |                    |                    |                    |   |               |               |              |            |  |  |        |        |        |
|  |                   |                   |             |  |  |                    |                    |                    |   |               |               |              |            |  |  |        |        |        |
|  |                   |                   |             |  |  | Atlant Mytišči     | Atlant Mytišči     | 0                  |   |               |               |              |            |  |  |        |        |        |
|  | Slovan Bratislava | Slovan Bratislava | 0           |  |  | Dinamo Minsk       | Dinamo Minsk       | 3                  |   |               |               |              |            |  |  |        |        |        |
|  | Dinamo Minsk      | Dinamo Minsk      | 2           |  |  |                    |                    |                    |   | Dinamo Minsk  | Dinamo Minsk  | 3            |            |  |  |        |        |        |
|  |                   |                   |             |  |  |                    | Severstal’         | Severstal’         | 1 |               |               |              |            |  |  |        |        |        |
|  |                   |                   |             |  |  | Severstal’         | Severstal’         | 3                  |   |               |               |              |            |  |  |        |        |        |
|  | Spartak Mosca     | Spartak Mosca     |             |  |  | Vitjaz’ Podol’sk   | Vitjaz’ Podol’sk   | 1                  |   |               |               |              |            |  |  |        |        |        |
|  | Vitjaz’ Podol’sk  | Vitjaz’ Podol’sk  | Bye         |  |  |                    |                    |                    |   |               | Dinamo Minsk  | Dinamo Minsk | 0          |  |  |        |        |        |
|  |                   |                   |             |  |  |                    | Avangard Omsk      | Avangard Omsk      | 3 |               |               |              |            |  |  |        |        |        |
|  |                   |                   |             |  |  | Avangard Omsk      | Avangard Omsk      | 3                  |   |               |               |              |            |  |  |        |        |        |
|  | Jugra C.-M.       | Jugra C.-M.       | 1*          |  |  | Jugra C.-M.        | Jugra C.-M.        | 1                  |   |               |               |              |            |  |  |        |        |        |
|  | Amur Chabarovsk   | Amur Chabarovsk   | 0           |  |  |                    |                    |                    |   | Avangard Omsk | Avangard Omsk | 3            |            |  |  |        |        |        |
|  |                   |                   |             |  |  |                    | Traktor Čeljabinsk | Traktor Čeljabinsk | 1 |               |               |              |            |  |  |        |        |        |
|  |                   |                   |             |  |  | Traktor Čeljabinsk | Traktor Čeljabinsk | 2*                 |   |               |               |              |            |  |  |        |        |        |
|  | Neftechimik       | Neftechimik       | 2           |  |  | Neftechimik        | Neftechimik        | 2                  |   |               |               |              |            |  |  |        |        |        |
|  | Metallurg Novok.  | Metallurg Novok.  | 0           |  |  |                    |                    |                    |   |               |               |              |            |  |  |        |        |        |

## Playoff

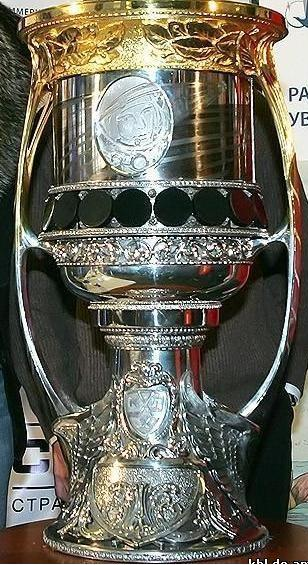
Il trofeo della Kubok Gagarina

Al termine della stagione regolare le migliori 16 squadre del campionato si qualificarono per i playoff. La Dinamo Mosca si aggiudicò la Kubok Kontinenta avendo ottenuto il miglior record della lega con 115 punti. I campioni di ciascuna Divizion conservarono il proprio ranking per l'intera durata dei playoff, mentre le altre squadre furono ricollocate nella graduatoria dopo il primo turno.

### Tabellone playoff
In ciascun turno la squadra con il ranking più alto si sfidò con quella dal posizionamento più basso, usufruendo anche del vantaggio del fattore campo. Nella finale della Coppa Gagarin il fattore campo fu determinato dai punti ottenuti in stagione regolare dalle due squadre. Ciascuna serie, al meglio delle sette gare, seguì il formato 2–2–1–1–1: la squadra migliore in stagione regolare avrebbe disputato in casa Gara-1 e 2, (se necessario anche Gara-5 e 7), mentre quella posizionata peggio avrebbe giocato nel proprio palazzetto Gara-3 e 4 (se necessario anche Gara-6). I playoff iniziarono a partire dal 7 marzo 2014.
|  | Quarti di finale Conference | Quarti di finale Conference                      | Quarti di finale Conference |   |                | Semifinali Conference | Semifinali Conference | Semifinali Conference |                    |                    | Finali Conference  | Finali Conference  | Finali Conference  |  |  | Finale Coppa Gagarin | Finale Coppa Gagarin | Finale Coppa Gagarin |
|  |                             |                                                  |                             |   |                |                       |                       |                       |                    |                    |                    |                    |                    |  |  |                      |                      |                      |
|  | 1                           | Metallurg Mg                                     | 4                           |   |                | 1                     | Metallurg Mg          | 4                     |                    |                    |                    |                    |                    |  |  |                      |                      |                      |
|  | 8                           | Admiral Vladivostok                              | 1                           |   |                | 6                     | Sibir' Novosibirsk    | 0                     |                    |                    |                    |                    |                    |  |  |                      |                      |                      |
|  |                             |                                                  |                             |   |                |                       |                       |                       |                    |                    |                    |                    |                    |  |  |                      |                      |                      |
|  | 2                           | Barys Astana                                     | 4                           |   |                |                       |                       |                       | Eastern Conference | Eastern Conference | Eastern Conference | Eastern Conference | Eastern Conference |  |  |                      |                      |                      |
|  | 2                           | Barys Astana                                     | 4                           |   |                |                       |                       |                       | Eastern Conference | Eastern Conference | Eastern Conference | Eastern Conference | Eastern Conference |  |  |                      |                      |                      |
|  | 7                           | Avtomobilist                                     | 0                           |   |                |                       |                       |                       |                    |                    |                    |                    |                    |  |  |                      |                      |                      |
|  | 7                           | Avtomobilist                                     | 0                           |   |                |                       |                       |                       |                    | 1                  | Metallurg Mg       | 4                  |                    |  |  |                      |                      |                      |
|  |                             |                                                  |                             |   |                |                       |                       |                       |                    | 1                  | Metallurg Mg       | 4                  |                    |  |  |                      |                      |                      |
|  |                             | 4                                                | Salavat Julaev              | 1 |                |                       |                       |                       |                    |                    |                    |                    |                    |  |  |                      |                      |                      |
|  | 3                           | 4                                                | Salavat Julaev              | 1 | Ak Bars Kazan' | 2                     |                       |                       |                    |                    |                    |                    |                    |  |  |                      |                      |                      |
|  | 3                           |                                                  |                             |   | Ak Bars Kazan' | 2                     |                       |                       |                    |                    |                    |                    |                    |  |  |                      |                      |                      |
|  | 6                           | Sibir' Novosibirsk                               | 4                           |   |                |                       |                       |                       |                    |                    |                    |                    |                    |  |  |                      |                      |                      |
|  | 6                           | Sibir' Novosibirsk                               | 4                           |   |                |                       |                       |                       |                    |                    |                    |                    |                    |  |  |                      |                      |                      |
|  |                             |                                                  |                             |   |                |                       |                       |                       |                    |                    |                    |                    |                    |  |  |                      |                      |                      |
|  |                             |                                                  |                             |   |                |                       |                       |                       |                    |                    |                    |                    |                    |  |  |                      |                      |                      |
|  | 4                           | Salavat Julaev                                   | 4                           |   | 2              | Barys Astana          | 2                     |                       |                    |                    |                    |                    |                    |  |  |                      |                      |                      |
|  | 4                           | Salavat Julaev                                   | 4                           |   | 2              | Barys Astana          | 2                     |                       |                    |                    |                    |                    |                    |  |  |                      |                      |                      |
|  | 5                           | Torpedo N. Novgorod                              | 3                           |   |                | 4                     | Salavat Julaev        | 4                     |                    |                    |                    |                    |                    |  |  |                      |                      |                      |
|  | 5                           | Torpedo N. Novgorod                              | 3                           |   |                |                       |                       |                       |                    | 1                  | Metallurg Mg       | 4                  |                    |  |  |                      |                      |                      |
|  |                             | (Accoppiamenti ristabiliti dopo il primo turno.) |                             |   |                |                       |                       |                       |                    | 1                  | Metallurg Mg       | 4                  |                    |  |  |                      |                      |                      |
|  |                             | 3                                                | Lev Praga                   | 3 |                |                       |                       |                       |                    |                    |                    |                    |                    |  |  |                      |                      |                      |
|  | 1                           | 3                                                | Lev Praga                   | 3 | Dinamo Mosca   | 3                     |                       |                       | 2                  | SKA S. Pietroburgo | 2                  |                    |                    |  |  |                      |                      |                      |
|  | 1                           |                                                  |                             |   | Dinamo Mosca   | 3                     |                       |                       | 2                  | SKA S. Pietroburgo | 2                  |                    |                    |  |  |                      |                      |                      |
|  | 8                           | Lokomotiv Jaroslavl'                             | 4                           |   |                | 8                     | Lokomotiv Jaroslavl'  | 4                     |                    |                    |                    |                    |                    |  |  |                      |                      |                      |
|  | 8                           | Lokomotiv Jaroslavl'                             | 4                           |   |                | 8                     | Lokomotiv Jaroslavl'  | 4                     |                    |                    |                    |                    |                    |  |  |                      |                      |                      |
|  |                             |                                                  |                             |   |                |                       |                       |                       |                    |                    |                    |                    |                    |  |  |                      |                      |                      |
|  | 2                           | SKA S. Pietroburgo                               | 4                           |   |                |                       |                       |                       |                    |                    |                    |                    |                    |  |  |                      |                      |                      |
|  | 2                           | SKA S. Pietroburgo                               | 4                           |   |                |                       |                       |                       |                    |                    |                    |                    |                    |  |  |                      |                      |                      |
|  | 7                           | CSKA Mosca                                       | 0                           |   |                |                       |                       |                       |                    |                    |                    |                    |                    |  |  |                      |                      |                      |
|  | 7                           | CSKA Mosca                                       | 0                           |   |                |                       |                       |                       | 3                  | Lev Praga          | 4                  |                    |                    |  |  |                      |                      |                      |
|  |                             |                                                  |                             |   |                |                       |                       |                       | 3                  | Lev Praga          | 4                  |                    |                    |  |  |                      |                      |                      |
|  |                             | 8                                                | Lokomotiv Jaroslavl'        | 1 |                |                       |                       |                       |                    |                    |                    |                    |                    |  |  |                      |                      |                      |
|  | 3                           | 8                                                | Lokomotiv Jaroslavl'        | 1 | Lev Praga      | 4                     |                       |                       |                    |                    |                    |                    |                    |  |  |                      |                      |                      |
|  | 3                           |                                                  |                             |   | Lev Praga      | 4                     |                       |                       |                    |                    |                    |                    |                    |  |  |                      |                      |                      |
|  | 6                           | Medveščak Zagabria                               | 0                           |   |                |                       |                       |                       |                    |                    | Western Conference | Western Conference | Western Conference |  |  |                      |                      |                      |
|  | 6                           | Medveščak Zagabria                               | 0                           |   |                |                       |                       |                       |                    |                    | Western Conference | Western Conference | Western Conference |  |  |                      |                      |                      |
|  |                             |                                                  |                             |   |                |                       |                       |                       |                    |                    |                    |                    |                    |  |  |                      |                      |                      |
|  | 4                           | Donbas Donec'k                                   | 4                           |   | 3              | Lev Praga             | 4                     |                       |                    |                    |                    |                    |                    |  |  |                      |                      |                      |
|  | 4                           | Donbas Donec'k                                   | 4                           |   | 3              | Lev Praga             | 4                     |                       |                    |                    |                    |                    |                    |  |  |                      |                      |                      |
|  | 5                           | Dinamo Riga                                      | 3                           |   |                | 4                     | Donbas Donec'k        | 2                     |                    |                    |                    |                    |                    |  |  |                      |                      |                      |

### Coppa Gagarin
La finale della Coppa Gagarin 2014 è stata una serie al meglio delle sette gare che ha determinato il campione della Kontinental Hockey League per la stagione 2013-14. A contendersi il titolo della Kubok Gagarina vi sono stati i cechi del Lev Praga, vincitore della Western Conference, mentre nella Eastern Conference si qualificò il Metallurg Magnitogorsk. Entrambe le squadre giunsero per la prima volta in finale, mentre il Lev fu la prima finalista non russa nella storia della KHL. Al termine della serie il Metallurg Magnitogorsk ha vinto la prima Coppa Gagarin della sua storia.

#### Serie
| Magnitogorsk 18 aprile 2014, ore 19:00 UTC+6 | Metallurg Magnitogorsk | 0 – 3 (0-1; 0-1; 0-1) referto | Lev Praga | Arena-Metallurg (7.500 spett.) |

| Magnitogorsk 20 aprile 2014, ore 17:00 UTC+6 | Metallurg Magnitogorsk | 4 – 1 (0-0; 3-0; 1-1) referto | Lev Praga | Arena-Metallurg (6.906 spett.) |

| Praga 22 aprile 2014, ore 19:00 UTC+2 | Lev Praga | 3 – 2 (1-0; 0-1; 2-1) referto | Metallurg Magnitogorsk | Tesla Arena (16.435 spett.) |

| Praga 24 aprile 2014, ore 19:00 UTC+2 | Lev Praga | 3 – 5 (2-2; 1-1; 0-2) referto | Metallurg Magnitogorsk | Tesla Arena (17.073 spett.) |

| Magnitogorsk 26 aprile 2014, ore 17:00 UTC+6 | Metallurg Magnitogorsk | 2 – 1 (d.t.s.) (0-0; 1-0; 0-1) referto | Lev Praga | Arena-Metallurg (7.700 spett.) |

| Praga 28 aprile 2014, ore 19:00 UTC+2 | Lev Praga | 5 – 4 (d.t.s.) (2-1; 1-3; 1-0) referto | Metallurg Magnitogorsk | Tesla Arena (16.894 spett.) |

| Magnitogorsk 26 aprile 2014, ore 19:00 UTC+6 | Metallurg Magnitogorsk | 7 – 4 (1-1; 3-1; 3-2) referto | Lev Praga | Arena-Metallurg (7.482 spett.) |

## Classifica finale
| Pos. | Squadra            |
| ---- | ------------------ |
| 1    | Magnitogorsk       |
| 2    | Lev Praga          |
| 3    | Salavat Julaev     |
| 4    | Lok. Jaroslavl’    |
| 5    | SKA Pietroburgo    |
| 6    | Donbas Donec'k     |
| 7    | Barys Astana       |
| 8    | Sibir’ Novosibirsk |
| 9    | Dinamo Mosca       |
| 10   | Ak Bars Kazan’     |
| 11   | Torpedo N. Novg.   |
| 12   | Dinamo Riga        |
| 13   | Medveščak          |
| 14   | CSKA Mosca         |
| 15   | Avtomobilist       |
| 16   | Admiral            |
| 17   | Atlant Mytišči     |
| 18   | Severstal’         |
| 19   | Traktor Čeljabinsk |
| 20   | Avangard Omsk      |
| 21   | Slovan Bratislava  |
| 22   | Jugra C.-M.        |
| 23   | Spartak Mosca      |
| 24   | Vitjaz’ Podol’sk   |
| 25   | Neftechimik        |
| 26   | Dinamo Minsk       |
| 27   | Metallurg Novok.   |
| 28   | Amur Chabarovsk    |

### Premi KHL
Il 28 maggio 2014 la KHL tenne la cerimonia di premiazione per la stagione 2013-2014. Furono distribuiti in totale 23 diversi premi attribuiti a squadre, giocatori e dirigenti.
| Trofeo Golden Hockey Stick (MVP stagione regolare) | Sergej Mozjakin (Magnitogorsk)      |
| Miglior allenatore                                 | Mike Keenan (D. Mosca)              |
| Premio Aleksej Čerepanov (miglior rookie)          | Andrej Vasilevskij (Salavat Julaev) |

### KHL All-Star Team
| Attacco:  | Danis Zaripov - Justin Azevedo - Sergej Mozjakin |
| Difesa:   | Il'ja Gorochov - Ondřej Němec                    |
| Portiere: | Curtis Sanford                                   |

### Giocatori del mese
| Mese      | Portiere                        | Difensore                     | Attaccante                     | Rookie                        |
| --------- | ------------------------------- | ----------------------------- | ------------------------------ | ----------------------------- |
| Settembre | Konstantin Barulin (Kazan')     | Chris Lee (Magintogorsk)      | Maksim Pestuško (D. Mosca)     | Andrej Vasilevskij (Ufa)      |
| Ottobre   | Barry Brust (Medveščak)         | Maksim Čudinov (SKA)          | Danis Zaripov (Magintogorsk)   | Jaroslav Dyblenko (Atlant)    |
| Novembre  | Alexander Salák (SKA)           | Deron Quint (Spartak)         | Sergej Mozjakin (Magintogorsk) | Andrej Vasilevskij (Ufa)      |
| Dicembre  | Jakub Kovář (Avtomobilist)      | Dominik Graňák (D. Mosca)     | Brandon Bochenski (Barys)      | Mark Skutar (Novokuznetsk)    |
| Gennaio   | Jakub Kovář (Avtomobilist)      | Viktor Antipin (Magintogorsk) | Sergej Mozjakin (Magintogorsk) | Sergej Šmelëv (Atlant)        |
| Febbraio  | Interruzione per le Olimpiadi   | Interruzione per le Olimpiadi | Interruzione per le Olimpiadi  | Interruzione per le Olimpiadi |
| Marzo     | Curtis Sanford (Lokomotiv)      | Il'ja Gorochov (Lokomotiv)    | Sergej Mozjakin (Magintogorsk) | Andrej Vasilevskij (Ufa)      |
| Aprile    | Vasilij Košečkin (Magintogorsk) | Ondřej Němec (Lev)            | Sergej Mozjakin (Magintogorsk) | Andrej Vasilevskij (Ufa)      |